# Codex Seraphinianus
«Codex Seraphinianus» (укр. Кодекс Серафіні, Серафінський кодекс) — книга, написана і проілюстрована італійським архітектором і промисловим дизайнером Луїджі Серафіні в другій половині 1970-х років. Вона має статус «найдивнішої книги в світі» і є енциклопедією вигаданого сюрреалістичного світу, написаною штучною мовою. Налічує близько 360-и сторінок, залежно від видання.
Саме слово «Seraphinianus» розшифровується як «Strange and Extraordinary Representations of Animals and Plants and Hellish Incarnations of Normal Items from the Annals of Naturalist / Unnaturalist Luigi Serafini», тобто, в перекладі з англійської, «Дивні і незвичайні представлення тварин, рослин і пекельних втілень нормальних речей з глибин свідомості натураліста / антинатураліста Луїджі Серафіні». Також прізвище автора італійською і слово «seraphinianus» з латини означають «Серафимський».

## Історія написання
Серафіні працював над «Кодексом» із 1976 по 1978 рік. На створення цієї книги його надихнули Рукопис Войнича, оповідання Хорхе Луїса Борхеса «Тлен, Укбар, Орбіс Терціус», творчість Ієроніма Босха і Моріца Ешера. У післямові до українського видання (2014) автор вперше зазначив, що головним другом і натхненником для нього в той час була взята з вулиці біла кішка.
Вперше «Codex Seraphinianus» було видано у 1981-му році. Після того його випускали тільки в семи країнах − Італії, США, Німеччині, Нідерландах, Франції, Іспанії та Україні.

## Структура книги

Приклад сторінки першого розділу: фантастичні овочі з описами загадковою мовою

«Codex Seraphinianus» складається з одинадцяти глав. Кожна присвячена якомусь аспекту вигаданого світу − його химерним флорі й фауні, анатомії його мешканців, їх способу життя, культурі, науці, обрядам, іграм.
1. У першому розділі описується фантастична флора: екзотичної форми плоди, плаваючі рухомі дерева, гібриди овочів і фруктів і т. д.
2. У другому розділі описані різні тварини, серед яких сюрреалістичні: риби, які прикидаються очима, коні на колесах, триголові птахи і т. д.
3. У третьому розділі описані представники раси у вигляді різноманітних предметів на людських ногах.
4. У четвертому розділі описана невідома наука, схожа на фізику і хімію, зразки та обладнання.
5. У п'ятому розділі описана химерна техніка і дивні механізми: машини, що створюють людей, кораблі, які роблять райдугу.
6. У шостому розділі описані науки про людину: біологія, сексуальність, види різних аборигенів і їхні інструменти, такі як велетенські письмові ручки, що виростають з рук, колеса на ногах.
7. У сьомому розділі описана історія та містяться ілюстрації історичних подій, географічні карти. Також включені приклади поховань і траурних звичаїв.
8. У восьмому розділі зображена система писемності світу Кодексу.
9. У дев'ятому розділі описана їжа, етикет і одяг.
10. У десятому зображені різні дивні ігри (у тому числі гральні карти і настільні ігри) і атлетичні види спорту.
11. В одинадцятому зображена архітектура.

## Система письма
Система письма «Кодексу» має ознаки систем письма різних народів. Речення пишуться зліва направо; алфавіт має великі і малі літери, деякі з яких здвоєні. Деякі букви можна побачити тільки на початку або в кінці слів, як в групі семітських мов. Букви мають вигляд вузлів і петель, часто написаних одним розчерком.
Здійснювалися спроби розшифрувати написи, але на зборах Товариства бібліофілів Оксфордського Університету 11 травня 2009, Серафіні стверджував, що в письмі «Кодексу» немає прихованого сенсу, він не має семантичного змісту і написання його було швидше схоже на автоматичне письмо. Автор хотів, щоб його алфавіт передавав читачеві те ж відчуття, що має дитина, яка не вміє читати і котра роздивляється книгу, знаючи, що вона зрозуміла дорослим.

## Видання
Перше видання книги було випущено у двох томах 1981 року:
- Luigi Serafini, Codex Seraphinianus, Milano: Franco Maria Ricci [I segni dell'uomo, 27-28], 1981, 127+127 pp., 108+128 plates, ISBN 88-216-0026-2 + ISBN 88-216-0027-0.

Два роки потому, в Сполучених Штатах, Німеччині і Нідерландах було видано однотомне видання:
- 1st American edition, New York: Abbeville Press, 1983, 370 pp., ISBN 0-89659-428-9;
- München: Prestel, 1983, 370 pp., ISBN 3-7913-0651-0;
- Amsterdam: Meulenhoff/Landshoff, 1983, ISBN 90-290-8402-2.

Видання 1980-х років виходило друком протягом кількох наступних років, поки Франко Марія Річчі не опублікував розширене, однотомне видання в 1993:
- French augmented edition, with a preface by Italo Calvino, transl. by Yves Hersant and Geneviève Lambert, Milano: Franco Maria Ricci [Les signes de l'homme, 18], 1993, 392 pp., ISBN 88-216-2027-1;
- Spanish augmented edition, with a preface by Italo Calvino, transl. by C. Alonso, Milano: Franco Maria Ricci [Los signos del hombre, 15], 1993, 392 pp., ISBN 88-216-6027-3.

У 2006 році Rizzoli було опубліковно розширене видання в Італії. Додавалися нові ілюстрації, а також передмова автора:
- Milano: Rizzoli, 2006, 384 pp., ISBN 88-17-01389-7;
- Milano: Rizzoli, 2008, 384 pp.

У 2013 році Rizzoli опублікували доповнене видання, а також обмежене «Делюкс» видання, підписане і пронумероване. Було надруковано 300 копій італійською та 300 англійською мовою:
- Milano: Rizzoli, 2013, 396 pp., ISBN 08-47-84213-4

В Україні 1 березня 2014 року видавництво LAURUS (Київ, Санкт-Петербург) випустило нове доповнене видання на 396-и сторінках з передмовою російською, тиражем 1000 примірників:
- Laurus. ISBN 978-966-2449-42-6, 396 ст.